# Ispettorato dei lavoratori e dei contadini
L'Ispettorato operaio-contadino (Rabkrin, RKI) era un sistema di organi governativi che si occupava del controllo statale nell'Unione Sovietica. Il sistema era guidato dal Commissariato popolare dell'ispettorato dei lavoratori e dei contadini. Istituito il 7 febbraio 1920, trasformata l'11 febbraio 1934. Al posto del Rabkrin, fu creata una Commissione di controllo sovietico sotto il Consiglio dei commissari del popolo dell'URSS. Dal 1923, ha agito insieme alla Commissione centrale di controllo del Partito Comunista Bolscevico dell'Unione come conseguenza dell'organo del partito sovietico, mentre il commissario popolare del Rabkrin fu guidato dal CCC.

## Storia
Fu istituita il 7 febbraio 1920 e trasformata in una Commissione di controllo sovietico l'11 febbraio 1934.
Immediatamente dopo la sua creazione nel 1920, il Rabkrin iniziò a crescere e svilupparsi intensamente. All'interno del Commissariato del popolo furono organizzate un'ispezione del carburante (agosto 1921) e un'ispezione delle relazioni esterne (febbraio 1921) e fu creato un dipartimento legale e un dipartimento di normalizzazione (marzo 1922).
Alla Conferenza sindacale dei leader dell'RKI e dei rappresentanti delle Commissioni di controllo dell'CCC, tenutasi il 3-4 febbraio 1924 a Mosca, fu deciso di unire gradualmente il partito (CCC) e lo stato (RKI) organi di controllo, coordinare il loro lavoro nella prima fase e, in futuro, unificarli in un unico organismo governativo.

## Amministrazione
Commissari del popolo dell'Ispettorato dei lavoratori e dei contadini della RSFSR:
| Nome (Anni di vita) | Nome (Anni di vita)                        | Durata mandato   | Durata mandato   |
| Nome (Anni di vita) | Nome (Anni di vita)                        | Inizio           | Fine             |
| ------------------- | ------------------------------------------ | ---------------- | ---------------- |
|                     | Iosif Vissarionovič Stalin (1878–1953)     | 24 febbraio 1920 | 6 maggio 1922    |
|                     | Aleksandr Dmitrievič Cjurupa (1870–1920)   | 6 maggio 1922    | 28 aprile 1923   |
|                     | Valerian Vladimirovič Kujbyšev (1888–1935) | 28 aprile 1923   | 6 luglio 1923    |
|                     | Aleksej Semënovič Kiselëv (1879–1937)      | 7 luglio 1923    | 2 febbraio 1924  |
|                     | Nikolaj Michajlovič Švernik (1888–1970)    | 2 febbraio 1924  | 30 novembre 1925 |
|                     | Nikifor Il'ič Il'in (1884–1957)            | 30 novembre 1925 | 10 marzo 1934    |

Commissari del popolo dell'Ispettorato dei lavoratori e dei contadini dell'URSS:
| Nome (Anni di vita) | Nome (Anni di vita)                              | Durata mandato   | Durata mandato   |
| Nome (Anni di vita) | Nome (Anni di vita)                              | Inizio           | Fine             |
| ------------------- | ------------------------------------------------ | ---------------- | ---------------- |
|                     | Valerian Vladimirovič Kujbyšev (1888–1935)       | 6 luglio 1923    | 5 agosto 1926    |
|                     | Grigorij Konstantinovič Ordžonikidze (1886—1937) | 5 novembre 1926  | 10 novembre 1930 |
|                     | Andrej Andreevič Andreev (1895–1971)             | 22 novembre 1930 | 9 ottobre 1931   |
|                     | Jan Ėrnestovič Rudzutak (1887–1938)              | 9 ottobre 1931   | 11 febbraio 1934 |

Vice:
| Nome (Anni di vita) | Nome (Anni di vita)                        | Durata mandato | Durata mandato |
| Nome (Anni di vita) | Nome (Anni di vita)                        | Inizio         | Fine           |
| ------------------- | ------------------------------------------ | -------------- | -------------- |
|                     | Varlaam Aleksandrovič Avanesov (1184–1930) | 1923           | 1924           |
|                     | Aleksej Semënovič Kiselëv(1879–1937)       | 1923           | 1924           |
|                     | Dmitrij Zacharovič Lebed' (1893–1937)      | 1925           | 1930           |
|                     | Nikolaj Nesterovič Demčenko (1896–1937)    | 1925           | 1928           |
|                     | Jakov Arkad'evič Jakovlev (1896–1938)      | 1926           | 1929           |
|                     | Aleksandr Ivanovič Krinickij (1894–1937)   | 1930           | 1932           |

## Lenin sui Rabkrin
Il nome del Rabkrin è ampiamente noto dall'articolo di Vladimir Lenin "Come possiamo riorganizzare il Rabkrin", in cui è stata sollevata bruscamente la questione dell'inefficienza di questo organismo. I rappresentanti degli operai e dei contadini ivi delegati furono spesso ingannati o corrotti dalla nascente burocrazia sovietica. Il Rabkrin, insieme alla Commissione centrale di controllo, doveva diventare, secondo Lenin, un organo che non permetteva la concentrazione del potere nel partito e lo Stato in poche mani:
RKI è menzionato anche nella famosa Lettera al Congresso di Lenin.